# Susanne Besa
Susanne Besa (* 29. Juli 1994 in Spremberg) ist eine deutsche Sport- und Gesundheitstrainerin. Sie erlangte Bekanntheit als deutsche Volleyballspielerin. Sie ist verheiratet und hat zwei Kinder. Derzeit ist sie als Leitung der Geschäftsstelle beim VC Dresden sowie als Trainerin für Frauen tätig.

## Karriere

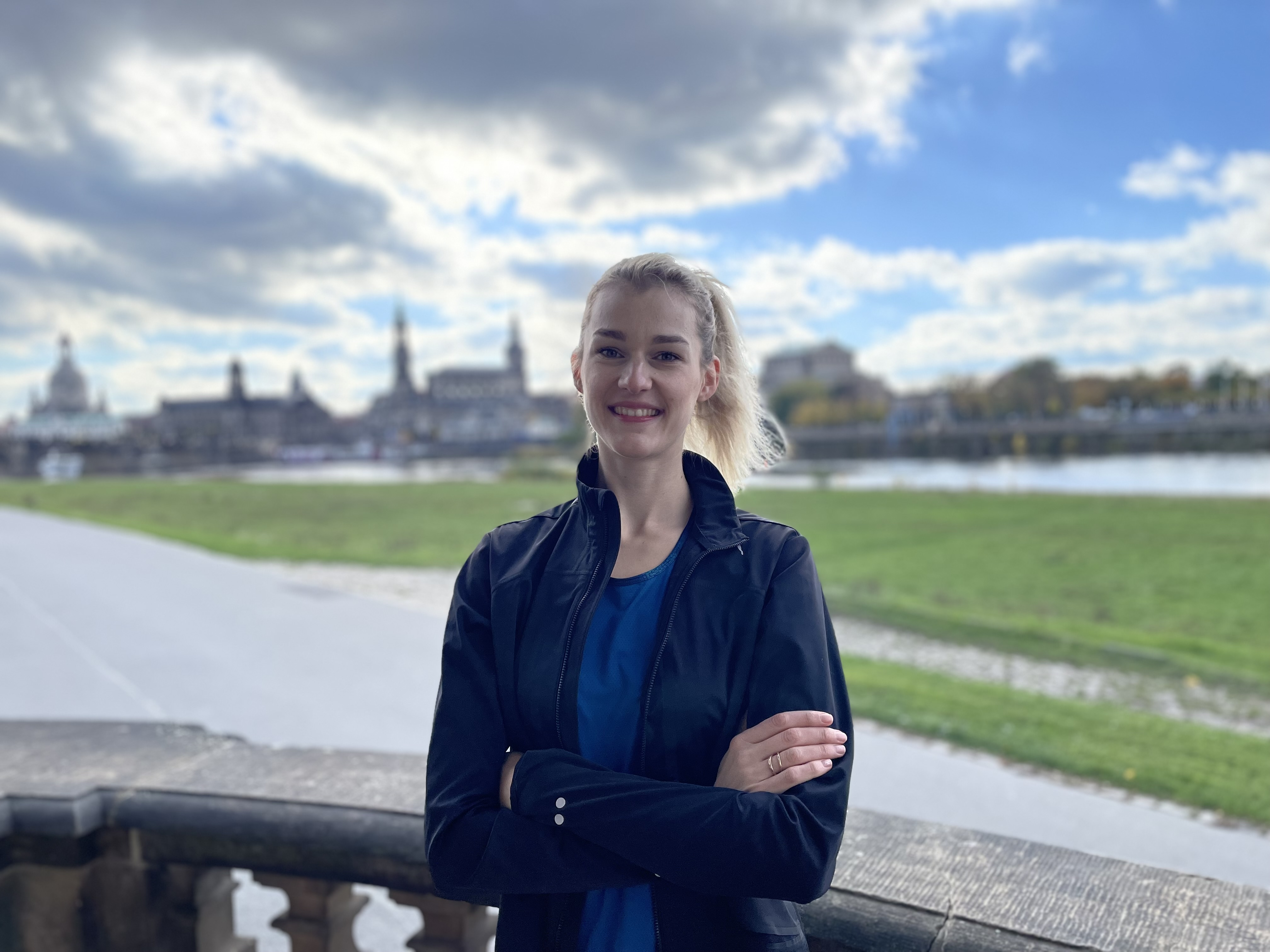

Im Jahr 2014 startete Besa ihre Ausbildung bei Bodystreet Dresden zur Sport- und Gesundheitstrainerin sowie zur Sport- und Fitnessbetriebswirtin. Während dieser Zeit erwarb sie neun Trainerlizenzen, unter anderem Personal Training (A), Fitness Trainer (B), Rückentraining (A), Medizinische Fitness (A) und Sporternährung (B).
Von 2015 bis 2020 war Besa nebenberuflich als Lauf- und Personaltrainerin selbstständig tätig, was ihre Fähigkeiten und ihr Fachwissen im Bereich Fitness weiter vertiefte. Im Jahr 2017 schloss sie ihre Ausbildung mit dem Titel Fitnesskauffrau (IHK) ab und übernahm gleichzeitig die Studioleitung bei Bodystreet Dresden, eine Position, die sie erfolgreich bis 2023 innehatte.
Seit Juli 2023 ist Susanne Besa Leiterin der Geschäftsstelle des VC Dresden, wo sie ihre Expertise im Bereich Sport und Fitness einbringt. 
Zusätzlich wagte sie im November 2023 den Schritt in die Selbstständigkeit im Personal Training mit dem Unternehmen „Besa - Body Coach“. Hier bietet sie maßgeschneiderte Trainingslösungen für Frauen an, die individuell auf die Bedürfnisse ihrer Kunden zugeschnitten sind.

## Volleyballkarriere
Susanne Besa wurde an den Olympiastützpunkten in Dresden und Berlin ausgebildet und spielte dadurch sowohl für den VC Olympia Dresden als auch den VC Olympia Berlin. Nach der Beendigung ihrer schulischen Laufbahn schloss sie zur Saison 2013/14 dem Erstligisten Köpenicker SC an. Direkt im ersten Saisonspiel am 16. Oktober 2013, welches man mit 3:1 gegen den VC Wiesbaden verlor, kam sie zu ihren ersten Einsatz in der Bundesliga. Die Saison beendete sie mit ihrer Mannschaft auf den 10. und damit vorletzten Platz. Nach nur einer Saison verließ sie die Mannschaft aus Köpenick wieder und schloss sich den Zweitligisten VV Grimma an, mit welchen sie in den beiden folgenden Saisons jeweils einen Platz im Mittelfeld belegte. Danach beendete sie ihre Volleyballkarriere in den höherklassigen Ligen.